# Casa de Lancaster
Casa de Lancaster (30 iulie 1267 - 1471) a fost o ramură cadet al Casei de Plantagenet. De la acordarea proprietăților și privilegiilor lui Henric al III-lea al Angliei, fiului său Edmund Crouchback, în secolul al XIII-lea, Conții și Ducii de Lancaster au fost cei mai bogați proprietari după rege.

## Origini
Casa de Lancaster a luat naștere atunci când Henric al III-lea al Angliei i-a acordat proprietățile și privilegiile, fiului său Edmund Crouchback. După confiscarea proprietăților lui Simon de Montfort, al șaselea Conte de Leicester, Edmund a fost ridicat la rang de Conte de Leicester pe 26 octombrie 1265. Titlul de Conte de Lancaster l-a preluat pe 30 iunie 1267, când a preluat titlurile de Conte de Champagne și Brie, prin căsătorie. A doua căsătorie cu Blanche de Artois l-a plasat în centrul aristocrației europene. Blanche a fost văduva regelui de Navarra. Fiica ei, Ioana I de Navarra (fiica vitregă lui Edmund) a fost Regina regentă a Navarei și prin mariajul cu Filip al IV-lea al Franței, a fost regină-consort a Franței. Când fiul lui Edmund, Thomas, s-a căsătorit cu moștenitoarea lui Henric de Lacy, al treilea Conte de Lincoln, acesta a moștenit Ducatele de Lincoln și Salisbury, devenit cel mai puternic nobil din Anglia. Venitul său a fost de 11.000 de lire pe an, dublu față de următorul Conte.

## Conflictul dintre Eduard al II-lea al Angliei și Lancaster
Thomas a servit la încoronarea verișorului său, regele Eduard al II-lea al Angliei, pe 25 februarie 1308, ducând sabia Sfântului Eduard Confesorul. După susținerea lui Eduard, Thomas a fost unul dintre cei care au votat pentru alungarea lui Piers Gaveston (amantul regelui). Thomas a fost cel care l-a capturat pe Gaveston, cât și unul dintre judecătorii care l-au condamnat și l-au executat. Când autoritatea lui Eduard a slăbit după Bătălia de la Bannockurn, Thomas a preluat controlul guvernului devenind, timp de patru ani, conducătorul Angliei. Eșecul său de a păstra ordinea și de a-i preveni pe rebelii scoțieni să renunțe la recuperarea teritoriilor din partea de nord, i-a permis lui Eduard să preia controlul. Thomas s-a ciocnit cu suporterii lui Eduard, fiind învins la Bătălia de la Botoughbridge, și a fost luat prizonier în 1321. În locul unei condamnări la moarte aplicată unui trădător (spânzurare sau tranșare), Eduard l-a condamnat pe vărul său la moartea prin decapitare. Toate titlurile și proprietățile lui Thomas au fost reținute pentru trădare. Fratele său mai mic, Henric, a cerut să intre în posesia teritoriului Leicester în 1323, în 1326 și în 1327, și abia atunci când Parlamentul a modificat condamnarea lui Thomas, Henric a reușit să intre în posesia teritoriilor Lancester, Derby, Salsbury și Lincoln. Henric s-a alăturat la rândul lui în revolta împotriva regelui Eduard, condusă de Regina Isabela de Franța și de iubitul ei, Roger Mortimer, primul Duce de March, în anul 1326, urmărindu-l și capturându-l pe rege la Neath, în sudul Țării Galilor. După asasinarea lui Eduard, Henric l-a susținut pe tânărul rege Eduard al III-lea al Angliei, care l-a recompensat, returnându-i titlul de Conte de Lancaster, împreună cu alte teritorii, astfel Henric a devenit Consilierul șef al regelui și căpitanul general al tuturor forțelor sale.

## Ducatele Lancaster-ilor
Fiul lui Henric, de asemenea, numit tot Henric, s-a născut la Castelul Grosmont, în Monmouthshire, între 1299 și 1314. Henric a fost prietenul cel mai bun a regelui Eduard și cel mai de încredere comandant. A fost făcut cavaler în 1330, l-a reprezentat pe tatăl său în Parlament și a luat parte în campania scoțiană a lui Eduard. După izbucnirea Războiului de o 100 de ani, el a luat parte la mai multe campanii și misiuni diplomatice și a fost prezent la marea victorie a englezilor în Bătălia de la Sluys din 1340. Mai târziu, a fost rugat să se angajeze ca ostatic în Țările de Jos pentru datoriile considerabile ale regelui, rămânând ostatic timp de un an și fiind nevoit să plătească o răscumpărare mare pentru propria sa libertate.
În 1345, Eduard al III-lea al Angliei plănuia un atac major asupra Franței. Un atac din trei părți: Contele de Nothampton ataca din Britania, Regele din Flandra, în timp ce Grosmont a fost trimis în Aquitania să pregătească o campanie în partea de sud. Mutându-se rapid prin țară, l-a confruntat pe Comte d'Isle, în Bătălia de la Auberoche, și a obținut o victorie descrisă ca fiind cea mai mare și unica realizare a carierei militare ale Lancasterilor. Răscumpărarea prizonierilor a fost estimată la 50.000 de lire. Drept recompensă pentru acest serviciu și mai târziu într-un război, Henric l-a onorat prin includerea sa în calitate de cavaler fondator al Ordinului Jartierei.
O onoare și mai mare i-a fost acordată, atunci când l-a creat Duce de Lancaster. Titlul de Duce era relativ nou în Anglia; un singur titlu de Duce mai existase până atunci în țară. În afară de asta, pe lângă titlul de Lancaster, i s-a mai acordat și statutul de Palatinat pe teritoriul Lancashire, care administra independența separată față de cea a coroanei. În 1350, Henric a fost prezent la victoria navală de la Winchelsea, unde a salvat viața Prințului Negru.
A petrecut anii 1351-1352 în cruciada din Prusia, unde o ceartă cu Otto, Duce de Brunswick aproape a dus la un duel între cei doi, fiind opriți de intervenția regelui francez, Ioan al II-lea. După ce campania din Franța s-a reluat, Henric a participat la prima fază a Războiului de 100 de ani: Campania Rheims din 1359 - 1360, înainte de a reveni în Anglia unde s-a îmbolnăvit și a murit la Castelul Leicester, cel mai probabil de ciumă.
Eduard al III-lea al Angliei și-a căsătorit al treilea fiu supraviețuitor, John de Gaunt, cu moștenitoarea lui Henric Blanche de Lancaster. La moartea lui Henric, Eduard i-a oferit lui Gaunt pentru a doua oară, titlul de Duce de Lancaster, ceea ce a făcut ca el să fie cel mai bogat nobil din Anglia, după rege. Gaunt s-a bucurat de o mare influență politică în timpul vieții sale, dar după moartea sa, în 1399, proprietățile sale au fost confiscate de către Richard al II-lea al Angliei. Fiul exilat a lui Gaunt, Henric de Bolingbroke, s-a reîntors în Anglia în același an, pentru a recupera moșiile Lancaster, însă a ajuns să fie în fruntea opozanților lui Richard al II-lea, preluând controlul asupra regatului. Richard al II-lea a fost detronat și a murit în captivitate, iar Bolingbroke a fost declarat rege, purtând numele de Henric al IV-lea al Angliei.

## Domnia lui Henric al IV-lea

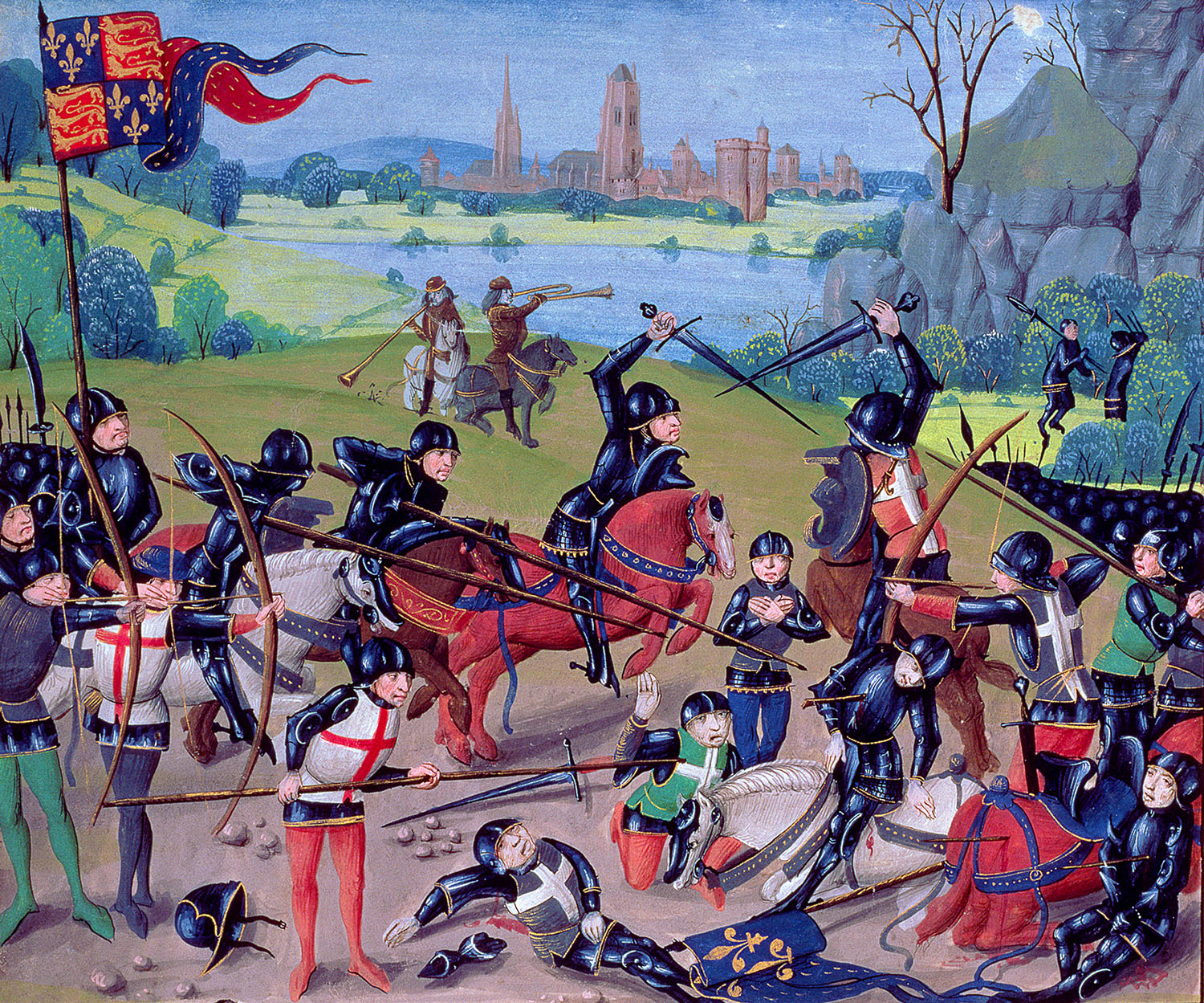
Bătălia de la Azincourt

Aderarea lui Henric prin forță a rupt principalele succesiuni ale Plantageneților. Edmund Mortimer, Conte de March, era moștenitorul principal al lui Richard al II-lea, fiind nepotul lui Lionel de Antwerp, primul Duce de Clarence, fiind doar un copil, nu a fost considerat un concuret serios, iar ca adult, nu a arătat niciodată vreun interes la tron, arătând loialitate Casei de Lancaster. Când Richard de Conisburgh, al treilea Conte de Cambridge - care mai târziu avea să comploteze și să-l folosească pentru a-l înlocui pe fiul noului încoronat, Henric - l-a informat pe rege de conspiratori și cei care au fost găsiți vinovați, au fost executați. Cu toate acestea, căsătoria nepoatei sale cu fiul lui Richard, a consolidat moștenitorii la tron din Casa de York.
Henric plănuia să reia războiul cu Franța, însă a fost afectat de problemele financiare, având apoi probleme cu sănătate și înfruntând multe rebeliuni. O invazie scoțiană a fost învinsă în Bătălia de la Hpmildon Hill, ducând la un război lung cu Henry Percy, primul Conte de Northumberland, din nordul Angliei, care a fost încheiat doar cu distrugerea aproape completă a familiei Percy, în Bătălia de la Bramham Moor. Mulți au văzut ca o pedeapsă de la Dumnezeu, atunci când Henric a fost lovit de lepră și de epilepsie.
Henric al IV-lea a fost urmat de fiul său Henric al V-lea și apoi de către nepotul său, Henric al VI-lea, în 1422.

## Henric al V-lea și Războiul de o sută de ani - Războiul Lancaster

Evoluția Războiului de 100 de ani. Teritoriu francez: galben; Teritoriul englez: gri; Burgunzii: gri inchis.

Henric al V-lea al Angliei a fost un nemilos și un lider de succes în lupte. A invadat Franța pentru a-și afirma pretenția la tronul francez pe care o moștenea de la Eduard al III-lea al Angliei, capturat la Herfleur. A făcut o călătorie la Calais și a câștigat o victorie totală asupra francezilor, în Bătălia de la Azincourt, în ciuda faptului că armata sa era depășită numeric și fără provizii. Ulterior, Henric a recucerit o mare parte din Normandia și printr-un tratat și-a asigurat căsătoria cu Caterina de Valois. Termenii Tratatului de la Troyes cereau ca Henric și moștenitorii Caterinei să succeadă tronul Franței. Cu toate acestea, acest lucru a fost contestat de Delfin, iar fratele lui Henric, Thomas, Duce de Clarence, a fost înfrânt și ucis în Bătălia de la Bauge, din 1421.
Henric a murit la scut timp, în urma dizenteriei, atunci când fiul său, Henric al VI-lea al Angliei avea mai puțin de un an. Unchiul băiatului a continuat campania condusă de fratele lui Henric al V-lea, Ioan de Lancaster, primul Duce de Bedford. A fost implicată și Ioana d'Arc, ajutată de forțele sale, care au ridicat asediul de la Orleans. Victoria franceză în Bătălia de la Patay și încoronarea Delfinului, au evitat numeroase atacuri. Ioana a fost capturată de burgunzi, vândută englezilor, acuzată de vrăjitorie și arsă pe rug.

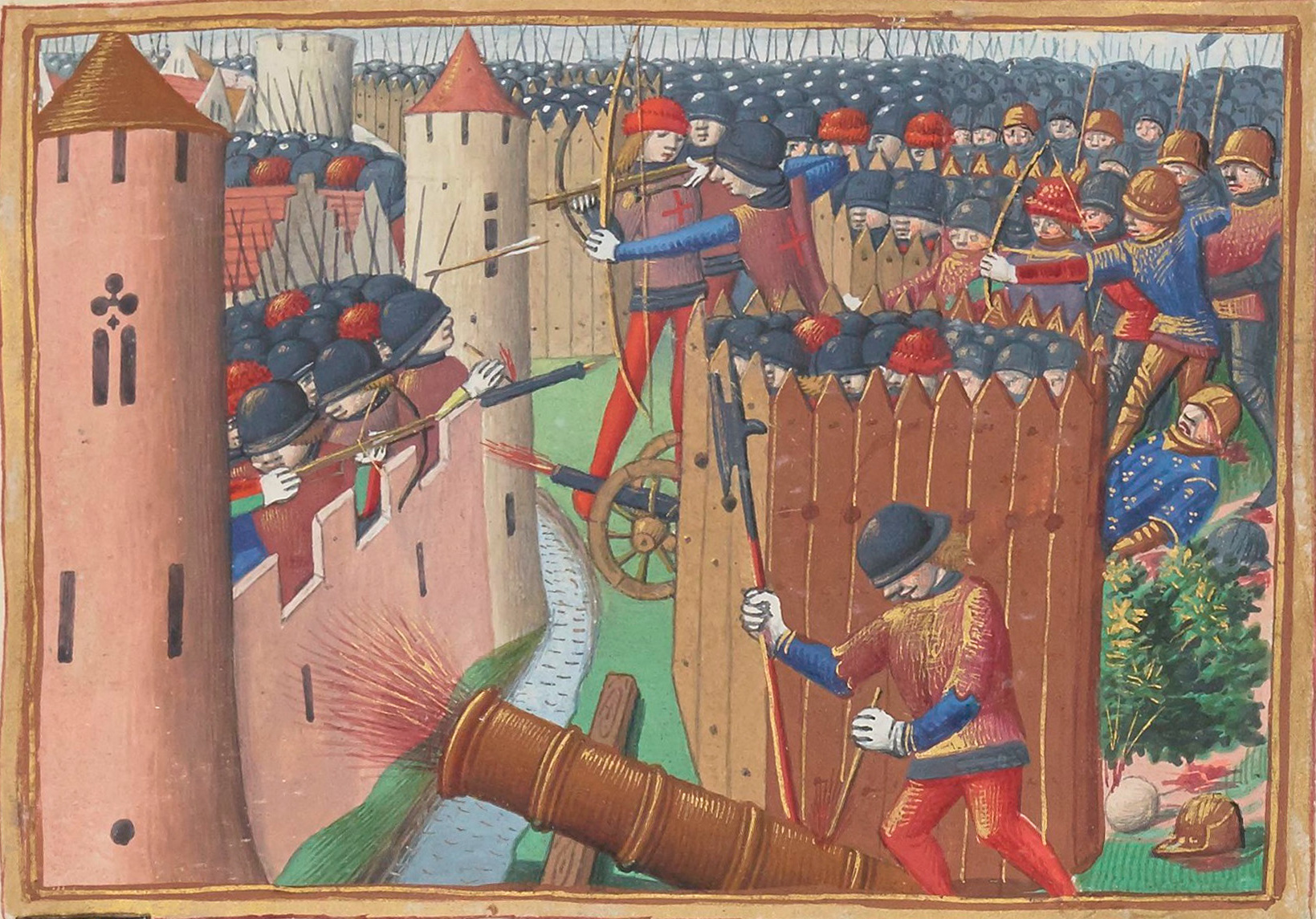
Prima imagine din Vest a unei lupte cu tunul: Asediul de la Orleans din 1429

În timpul minorității lui Henric al VI-lea, războiul a cauzat o diversiune politică între Lancasteri și Plantageneți. Bedford a vrut să apere Normandia, Humphrey de Lancaster, primul Duce de Gloucester s-a implicat doar pentru Calais, iar Cardinalul Beaufort voia doar pacea. Această diviziune a dus la acuzarea de vrăjitorie a soției lui Gloucester, care susțineau că aceasta voia să-l urce pe soțul ei pe tron, iar mai târziu, acesta a fost arestat și a murit întemnițat. Refuzul Lancasterilor de a renunța la pretenția pentru coroana franceză, la Congresul de la Arras, a dus la dezertarea aliatului lor, Filip al III-lea, Duce de Burgundia, care l-a informat pe Carol. Carol a avut timp să-și reorganizeze taxele pentru a-și transforma armata într-una modernă. Francezii au recucerit Rouen și Bordeaus, au recâștigat Normandia, au câștigat Bătălia de la Formigny din 1450 și au ieșit victorioși și din Bătălia de la Castillon din 1453, care a pus capăt războiului. Rezultatul a fost ca toate proprietățile Lancasterilor deținute în Franța, cu excepția Calaisului, să fie pierdute pentru totdeauna.
Henric al VI-lea al Angliei s-a dovedit a fi un rege slab și vulnerabil. Rivalitățile se terminau adesea în sălile de judecată sau într-o confruntare armată, cum a fost conflictul cu Percy Neville. Scopul comun al războiului din Franța se încheiase, iar vărul lui Henric, Richard, Duce de York, și Richard Neville, al 16-lea Conte de Warwick, au folosit rețelele lor pentru a sfida puterea regală. Henric a devenit punctul central de nemulțumire al oamenilor. Producția agricolă, prețurile, comerțul cu lâna și creditele au căzut în ''Marea Criză''. În 1450, Jack Cade a ridicat o revoltă într-o încercare de a forța regele să abordeze problemele economice sau să abdice de la tron, însă acesta a reușit să înăbușe revolta.

## Declinul Casei de Lancaster

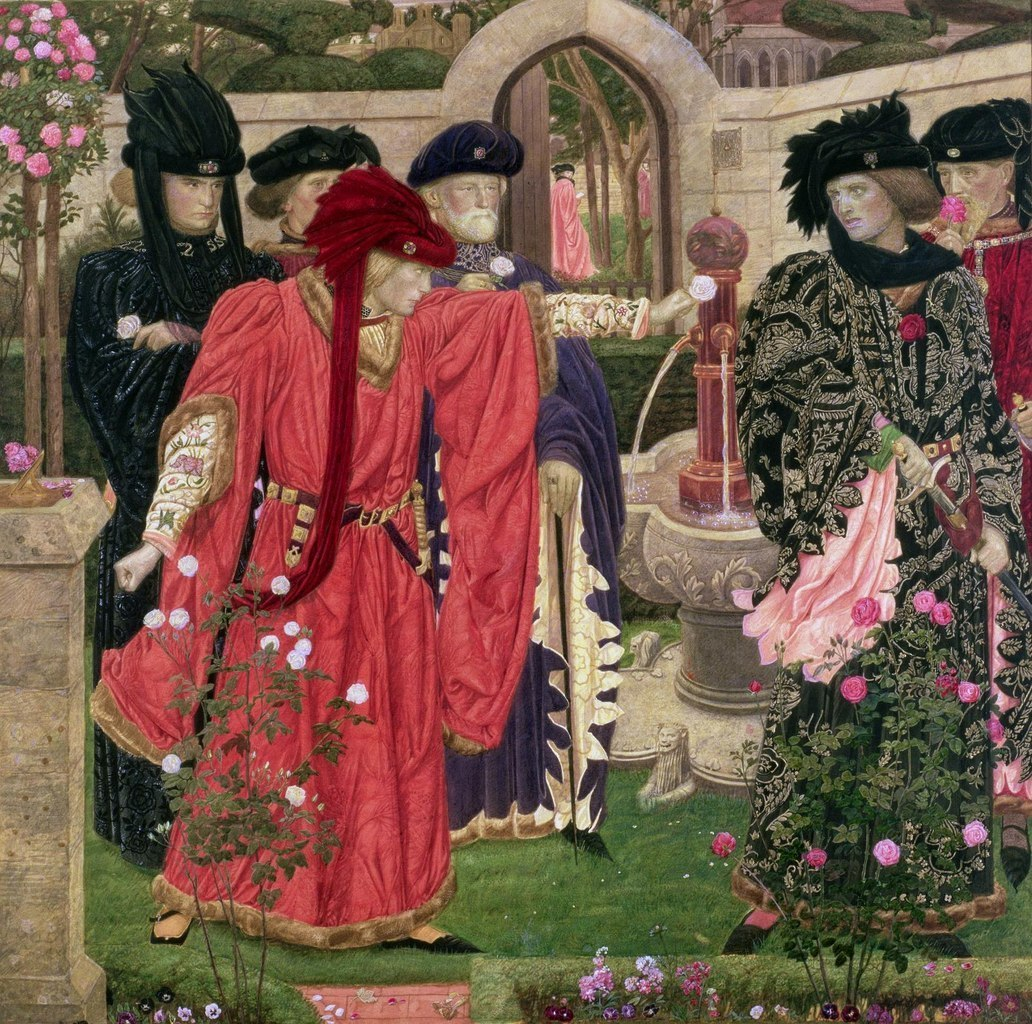
Reprezentație simbolică a Războiului celor două roze în pictură

Căsătoria lui Henric cu Margareta de Anjou a stârnit critica lui Richard Plantagenet, Duce de York, deoarece acest lucru includea predarea teritoriului Maine și prelungirea armistițiului cu Franța. York a fost vărul lui Henric prin descendența a doi dintre fii lui Eduard al III-lea: Lionel de Antwerp, Duce de Clarice și Edmund, Duce de York. Acest lucru i-a oferit lui York influența politică, însă el se retrăsese din politica engleză și franceză, numindu-se Lord al Irlandei. Conștient de soarta lui Henric, unchiul său Humphrey care se alfa la mâinlie lui Beaufort, îl suspecta pe rege că intenționează să îl numească pe Edmund Beaufort, al doilea Duce de Somerset, ca moștenitor prezumtiv, astfel York a recrutat armata și-a s-a întors în Anglia. Conflictul armat a fost evitat deoarece York nu avea suport aristocratic și a fost nevoit să-i jure credință lui Henric. Cu toate acestea, atunci când Henric a avut o cădere nervoasă, York a fost numit regent. Henric însuși era un om de încredere și nu bărbat de război, dar Margareta , care era mai agresivă, și-a arătat ura pe care o purta pentru York, în special după ce a dat naștere unui moștenitor de sex masculin, care trebuia să rezolve problema succesiunii și să-i asigure poziția de regentă.
Când Henric și-a revenit din nebunie și s-a întors la curte pentru a-și afirma autoritatea, York și rudele sale, l-au învins într-o încăierare numită Bătălia de la Sfântul Albans. Este posibil ca în jur de 50 de oameni să fi fost omorâți, printre ei aflându-se Somerset, cei doi lorzi Lercy, Henric Percy, al doilea Conte de Northumberland și Thomas Clifford, Baron de Clifford. Amenințați cu acuzațiile de trădare și lipsiți de sprijin, York, Richard Neville, Conte de Salisbury și Richard Neville, Conte de Warwick, au fugit din țară. Henric a fost capturat de opoziție atunci când Neville a revenit în Anglia, câștigând Bătălia de la Northampton. Când York li s-a alăturat, a surprins Parlamentul, susținând-și domnia la tron iar apoi forțându-i cu ''Actul de Acord''. Aceștia au decis ca Henric să rămână monarh pentru întreaga viață, iar York va fi cel care îl va succeda la tron. Când dezmoștenirea fiului lui Henric, Eduard a fost neacceptată, conflictul continua inevitabil. York a fost ucis în Bătălia de la Wakefield. Capetele lui York, Edmund, Conte de Rutland și Richard Neville, Conte de Salisbury au fost expuse la Micklegate Bar.

Roza dinastiei Tudor: o combinație între Roza Roșie a Casei de Lancaster și Roza Albă a Casei de York

Margareta a câștigat sprijinul reginei scoțiene, Maria de Guelders, și cu o armată scoțiană, a jefuit sudul Angliei. Cu toate acestea, acest lucru a provocat teama de a nu fi jefuiți și în Londra, iar orașul l-a primit cu entuziasm pe fiul lui York, Eduard, Conte de March ca Rege al Angliei. Înfrângerea Margaretei în Bătălia de la Towton a confirmat poziția lui și a fost încoronat cu numele de Eduard al IV-lea al Angliei. Cu toate acestea, căsătoria sa cu Elisabeta Woodville și avansarea ei în familia Lancaster, a dus la dezbaterea dintre Warwick și Clarence pentru cauza lui Henric. Alianța a fost sigilată prin căsătoria fiului lui Henric, Eduard, cu fiica lui Warwick, Ana. Eduard și Richard, Duce de Gloucester au fugit din Anglia. Când s-au întors, Clarence a schimbat taberele la Bătălia de la Barnet, iar Warwick și fratele său au fost uciși. Înainte ca Henric, Margareta și Eduard de Lancaster să fugă în Franța, au fost prinși în Bătălia de la Tewkesbury. Eduard de Westminster, Prințul de Wales, a fost executat pe câmpul de luptă iar ultimul membru din familia Beaufort a fost ucis. Captiv, Henric a fost ucis pe 21 mai 1471, în Turnul Londrei, și îngropat la Chersey Abbey, astfel stingându-se ultimul membru din Casa de Lancaster.

## Moștenire
Descendența Lancasterilor de la Josh de Gaunt și fiica lui Blanche, Phillipa, a continuat în casele regale din Spania și Portugalia. Cu toate acestea, rămășițele Lancasterilor sau unit în spirjinirea lui Henric Tudor, o rudă necunoscută a familiei Beaufort. Ei au fost printre cei mai înfocați susținători ai Casei de Lancaster, neamul lor provenind din partea amantei lui John de Gaunt, Caterina Swynford. Cu Casa de Lancaster dispărută aproape în totalitate, Henric a pretins că este moștenitorul Lancasterilor, prin masa sa, Lady Margaret Beaufort. Pe partea paternă, tatăl său a fost fratele vitreg al lui Henric al VI-lea al Angliei. În 1485, Henric Tudor s-a unit cu opoziția din Anglia și cu Casa Lancaster, pentru a prelua tronul. Pentru a-și legitima cererea lui discutabilă, Henric s-a căsătorit cu fiica lui Eduard al IV-lea al Angliei, Elisabeta de York, născându-se Dinastia Tudor, descendentă din Casa de Lancaster și Casa de York.